# Directeur van de Nationale Inlichtingendiensten

Logo van de Nationale Inlichtingendiensten

De directeur van de Nationale Inlichtingendiensten (Engels: Director of National Intelligence) is het hoofd van de Amerikaanse inlichtingendiensten zoals de Central Intelligence Agency (CIA) en de National Security Agency (NSA). De huidige directeur is Tulsi Gabbard, zij is in functie sinds 12 februari 2025.
| Nr.   | Directeur van de Nationale Inlichtingendiensten Director of National Intelligence | Directeur van de Nationale Inlichtingendiensten Director of National Intelligence | Directeur van de Nationale Inlichtingendiensten Director of National Intelligence | Ambtstermijn     | Ambtstermijn     | Partij(en) | President(en)              |
| ----- | --------------------------------------------------------------------------------- | --------------------------------------------------------------------------------- | --------------------------------------------------------------------------------- | ---------------- | ---------------- | ---------- | -------------------------- |
| 1     |                                                                                   | John Negroponte                                                                   | John Negroponte (1939)                                                            | 20 april 2005    | 13 februari 2007 | R          | George W. Bush (2001–2009) |
| 2     |                                                                                   | Mike McConnell                                                                    | Mike McConnell (1943)                                                             | 13 februari 2007 | 30 januari 2009  | O          | George W. Bush (2001–2009) |
| 2     | Barack Obama (2009–2017)                                                          | Mike McConnell                                                                    | Mike McConnell (1943)                                                             | 13 februari 2007 | 30 januari 2009  | O          |                            |
| 3     |                                                                                   | Dennis Blair                                                                      | Dennis Blair (1947)                                                               | 30 januari 2009  | 30 mei 2010      | O          |                            |
| [ 3 ] |                                                                                   | David Gompert                                                                     | David Gompert (1945)                                                              | 30 mei 2010      | 5 augustus 2010  | O          |                            |
| 4     |                                                                                   | James Clapper                                                                     | James Clapper (1941)                                                              | 5 augustus 2010  | 20 januari 2017  | O          |                            |
| [ 3 ] |                                                                                   | Mike Dempsey                                                                      | Mike Dempsey (1963)                                                               | 20 januari 2017  | 17 maart 2017    | O          | Donald Trump (2017–2021)   |
| 5     |                                                                                   | Dan Coats                                                                         | Dan Coats (1943)                                                                  | 17 maart 2017    | 15 augustus 2019 | R          | Donald Trump (2017–2021)   |
| [ 3 ] |                                                                                   | Joe Maguire                                                                       | Joe Maguire (1951)                                                                | 15 augustus 2019 | 20 februari 2020 | O          | Donald Trump (2017–2021)   |
| [ 3 ] |                                                                                   | Richard Grenell                                                                   | Richard Grenell (1966)                                                            | 20 februari 2020 | 25 mei 2020      | R          | Donald Trump (2017–2021)   |
| 6     |                                                                                   | John Ratcliffe                                                                    | John Ratcliffe (1965)                                                             | 25 mei 2020      | 20 januari 2021  | R          | Donald Trump (2017–2021)   |
| [ 3 ] |                                                                                   | Lora Shiao                                                                        | Lora Shiao (1972)                                                                 | 20 januari 2021  | 21 januari 2021  | O          | Joe Biden (2021–2025)      |
| 7     |                                                                                   | Avril Haines                                                                      | Avril Haines (1969)                                                               | 21 januari 2021  | 20 januari 2025  | D          | Joe Biden (2021–2025)      |
| [ 3 ] |                                                                                   | Stacey Dixon                                                                      | Stacey Dixon (1971)                                                               | 20 januari 2025  | 25 januari 2025  | O          | Donald Trump (2025–heden)  |
| [ 3 ] |                                                                                   | Lora Shiao                                                                        | Lora Shiao (1972)                                                                 | 25 januari 2025  | 12 februari 2025 | O          | Donald Trump (2025–heden)  |
| 8     |                                                                                   | Tulsi Gabbard                                                                     | Tulsi Gabbard (1981)                                                              | 12 februari 2025 | heden            | R          | Donald Trump (2025–heden)  |